# 哈利·伊戈爾·安索夫
哈利·伊戈爾·安索夫（英語：Harry Igor Ansoff，1918年12月12日—2002年7月14日）是位俄裔美国人應用數學家兼業務經理，他被稱為「战略管理之父」，其知名的安索夫矩陣是在1965年的經典著作《企業策略》一書中提出。